# شلالات الراين

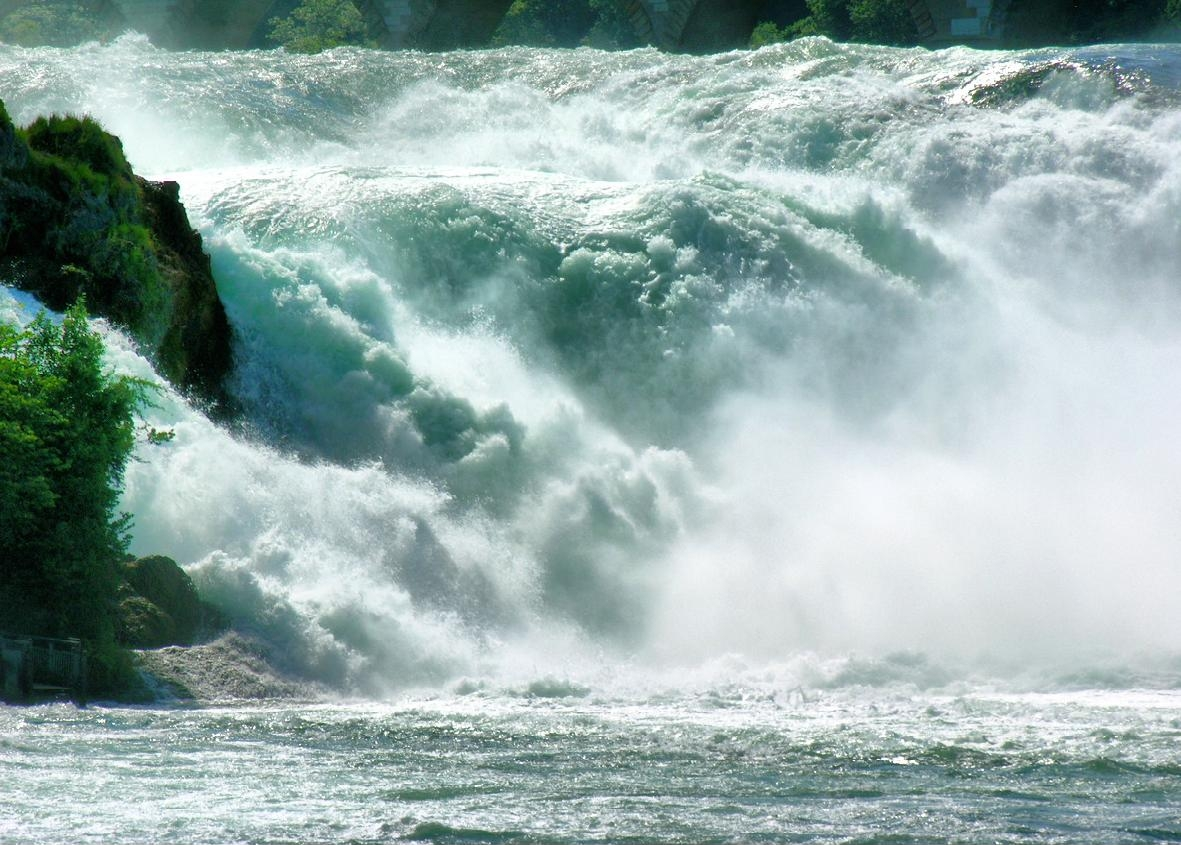
شلال الراين

شلالات الراين (بالألمانية: Rheinfall) هو أكبر شلال في أوروبا. يقع على نهر الراين شمال سويسرا بين كانتونات شافهاوزن وزيورخ. عرضها 150 متر وارتفاع 23 متر. في أشهر الشتاء، يبلغ متوسط تدفق المياه 250 متر مكعب في الثانية، بينما في فصل الصيف، يبلغ متوسط تدفق المياه 700 متر مكعب في الثانية. وقد سجلت أعلى قياس تدفق في عام 1965 حيث بلغت 1،250 متر مكعب في الثانية، وأقلها في عام 1921 حيث وصلت 95 متر مكعب في ثانية.

## اقتصاديات

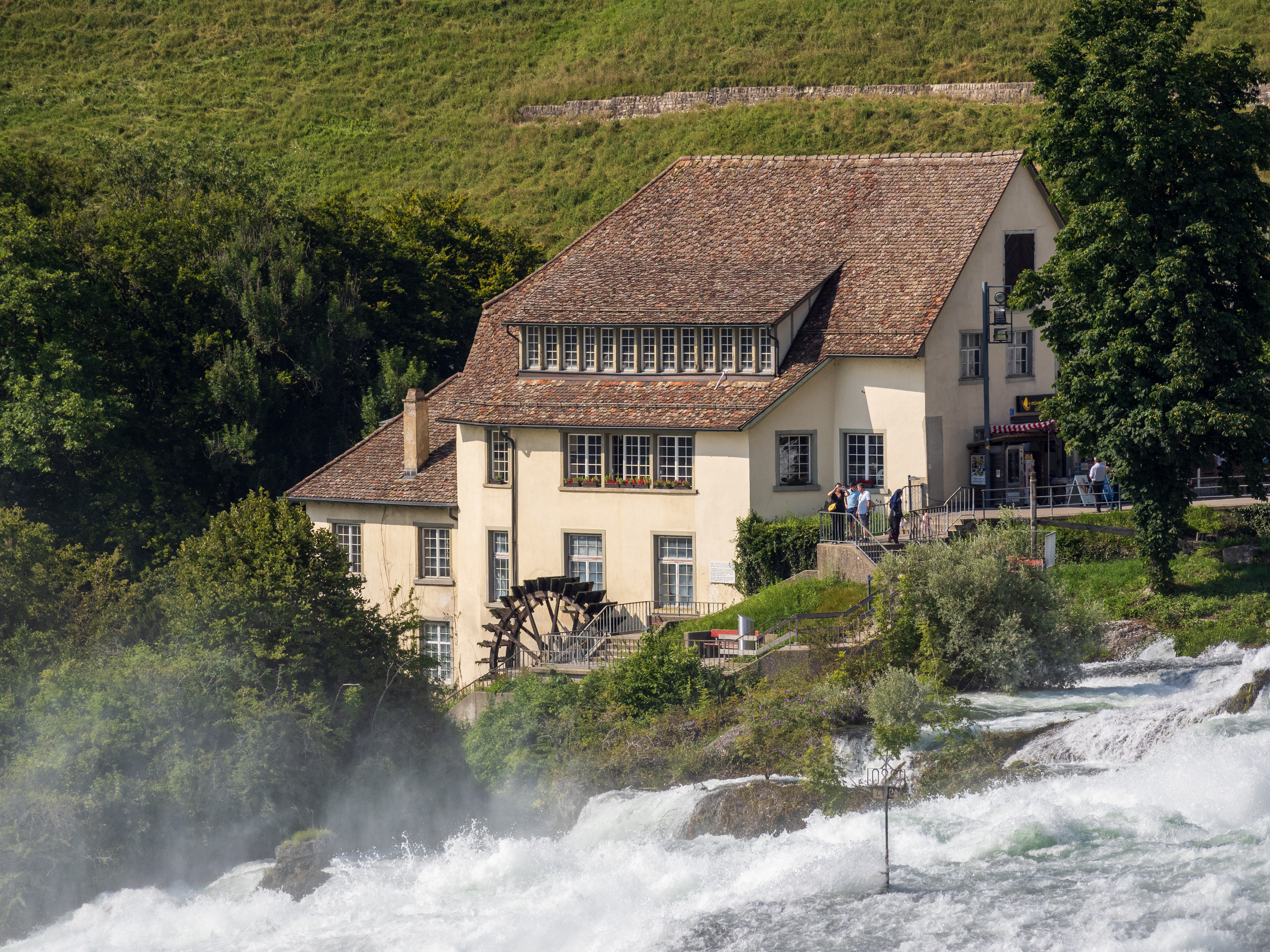
طاحونة مائية عند شلالات الراين

الجانب الشمالي من الشلالات عبارة عن طاحونة. في القرن السابع عشر، تم بناء فرن صهر لصهر خام الحديد الموجود في الحجر الجيري. كان يعمل حتى النصف الأول من القرن التاسع عشر.
في عام 1887، تقدمت مصانع الحديد بطلب للحصول على إذن لتحويل ما بين خمس إلى نصف تدفق النهر لتوليد الكهرباء. عارض نادي جبال الألب السويسري والعديد من الجمعيات العلمية الخطة.
في عام 1913، أقيمت مسابقة دولية لأفضل خطة لطريق الشحن بين بازل وبحيرة كونستانس.
في عام 1919، قيل لشركة أرادت بناء محطات طاقة في شمال سويسرا أن أي محطة من هذا القبيل في شلالات الراين «يجب أن تخدم المصلحة الاقتصادية للجمهور».
في عام 1944، منح مجلس الولايات السويسري الإذن لبناء محطة الطاقة المقترحة. كان التصريح ساري المفعول في 1 فبراير 1948، مع بدء البناء في عام 1952. ولكن في عام 1951، قامت جمعية Neuen Helvetischen Gesellschaft (الجمعية السويسرية الجديدة) ، بقيادة إميل إجلي، بتوقيع 150.000 مواطن سويسري على عريضة احتجاج على المشروع.؛ وكان من بين الموقعين 49 مواطنًا مشهورًا، من بينهم هيرمان هيس وكارل جاكوب بوركهارت. لم تكتف العريضة بإفساد مشروع محطة الطاقة فحسب، بل منعت بشكل فعال جميع مشاريع الطاقة الكهرومائية وهندسة الملاحة في نهر الراين الأعلى حتى يومنا هذا.
اليوم، لا تزال الشلالات قيد الدراسة لمشاريع الطاقة الكهرومائية. إذا تم استخدام التدفق الكامل للمياه، فإن الطاقة المولدة ستبلغ حوالي 50 ميجاوات. قد تكون القيمة الاقتصادية للشلالات كمنطقة جذب سياحي أكبر. وتوجد بالفعل رحلات عبر القوارب لرؤية صخور الشلالات وأماكن مخصصة للاستمتاع بالمناظر.

## معرض صور

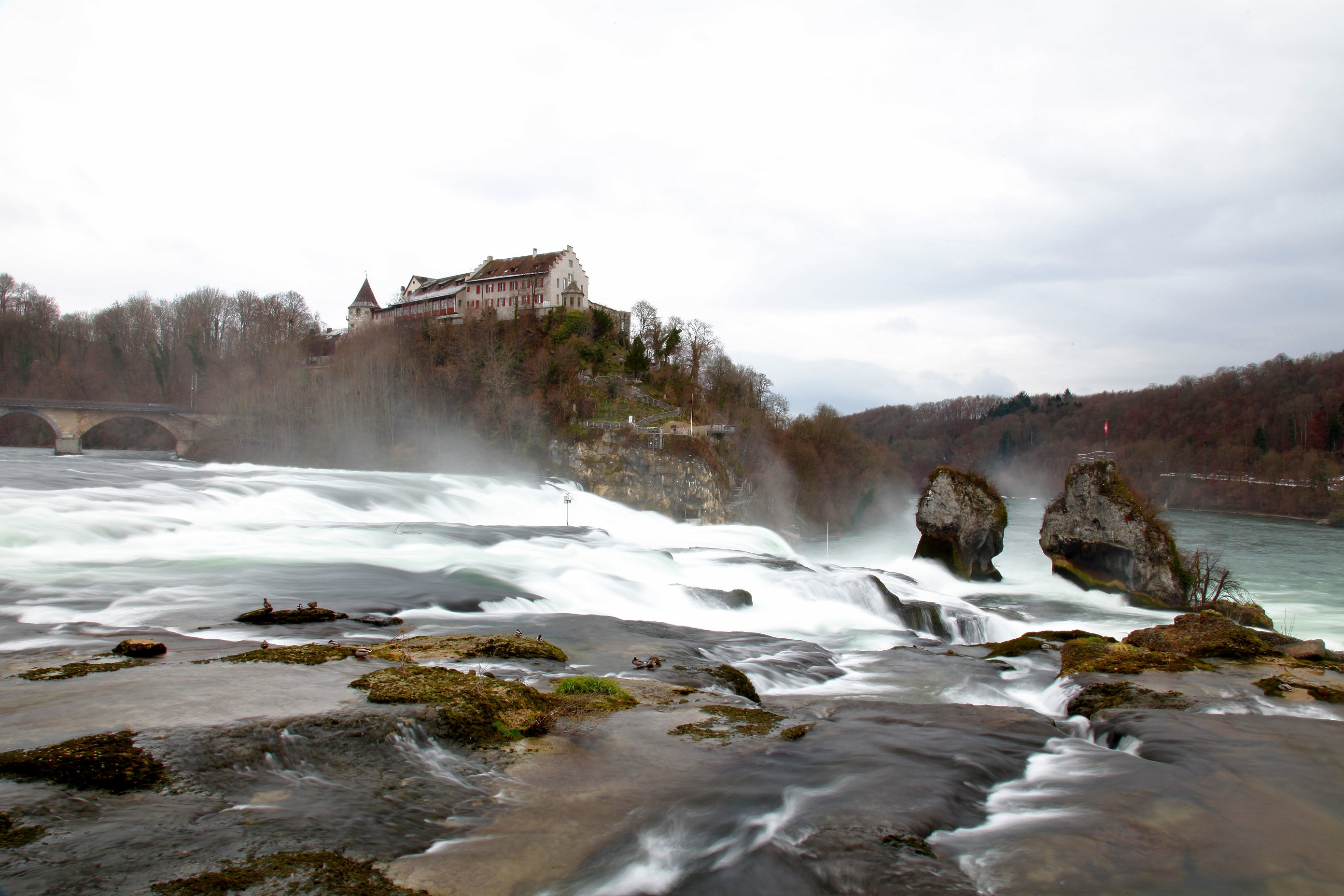
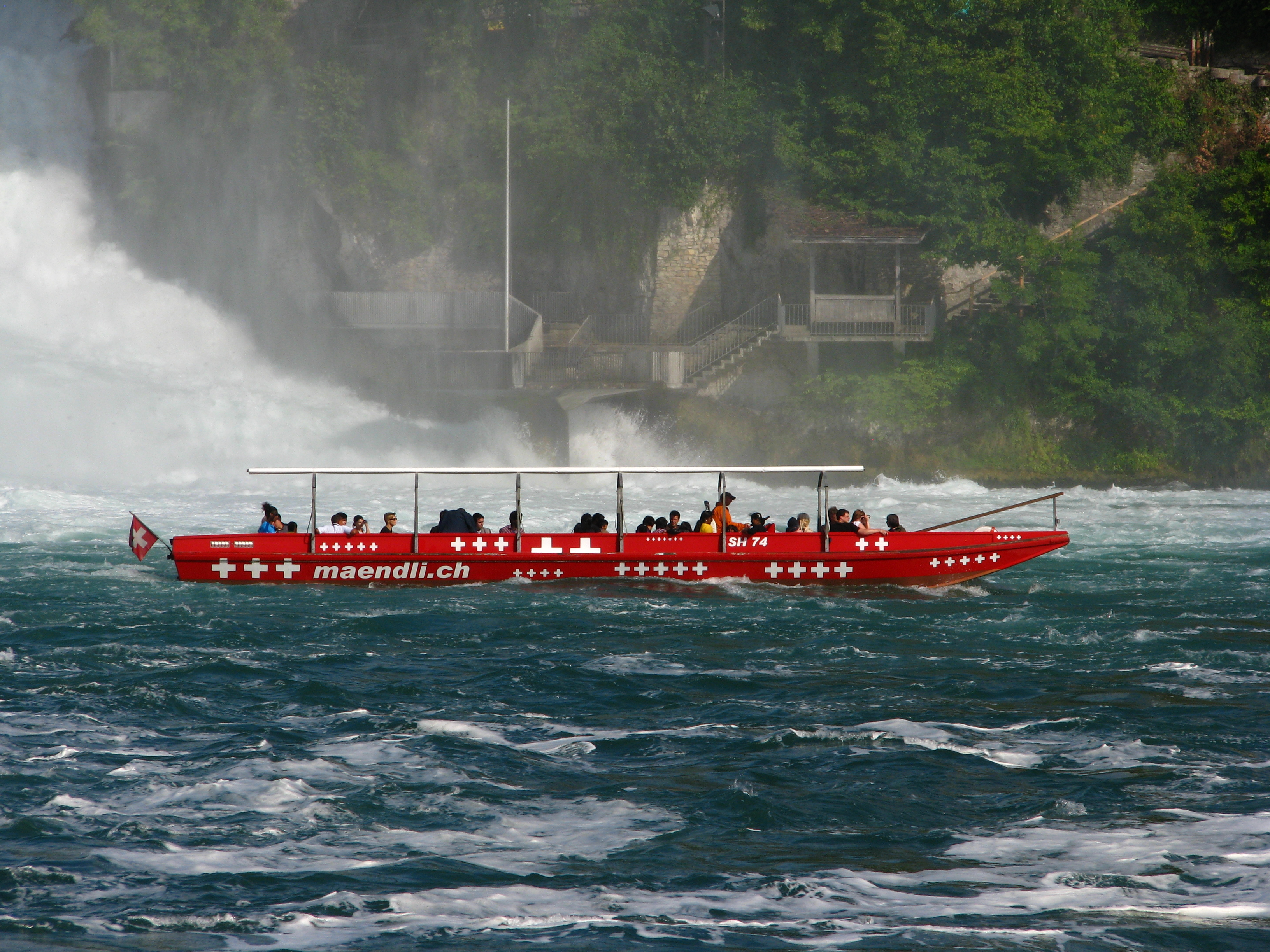
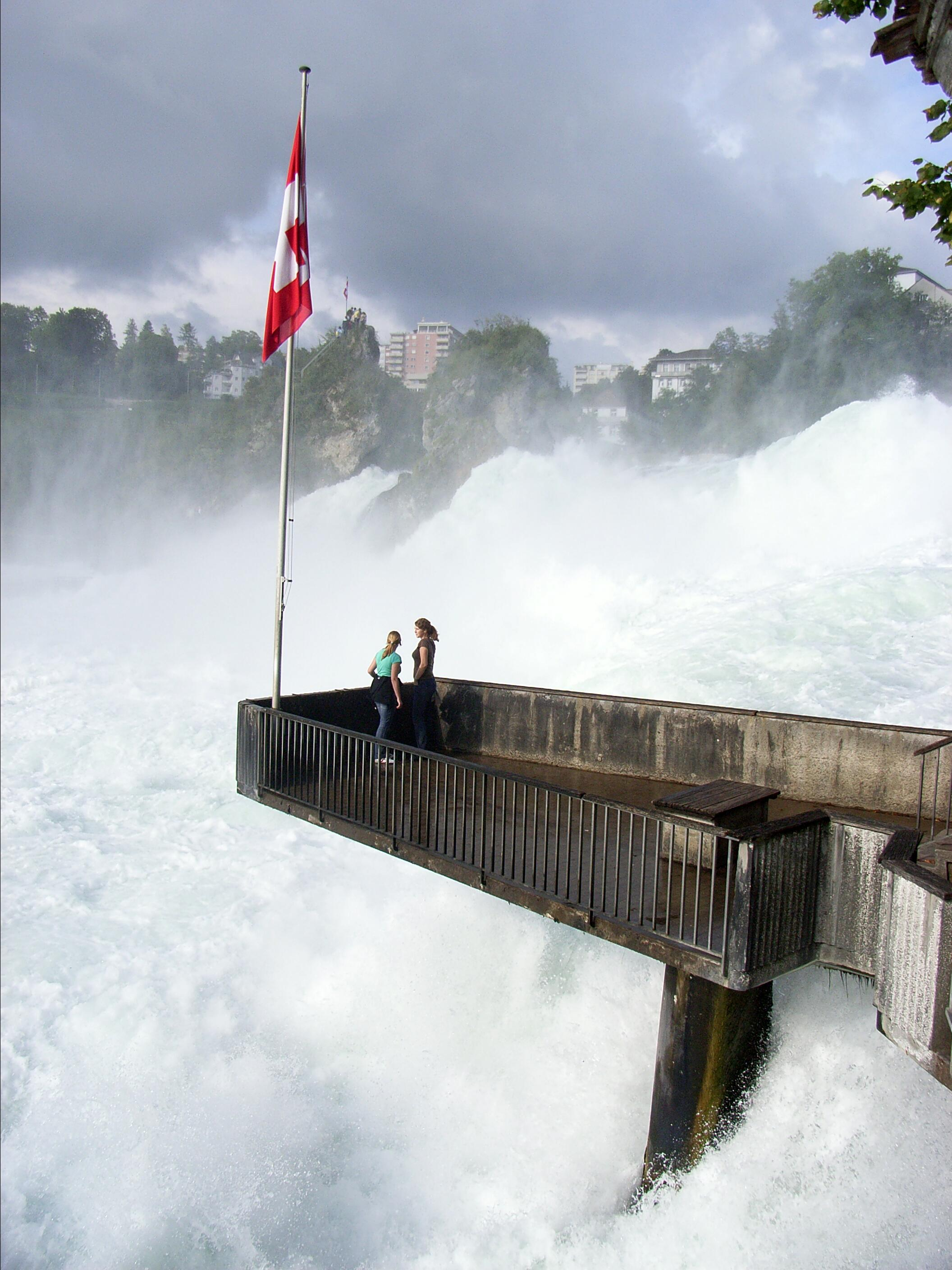
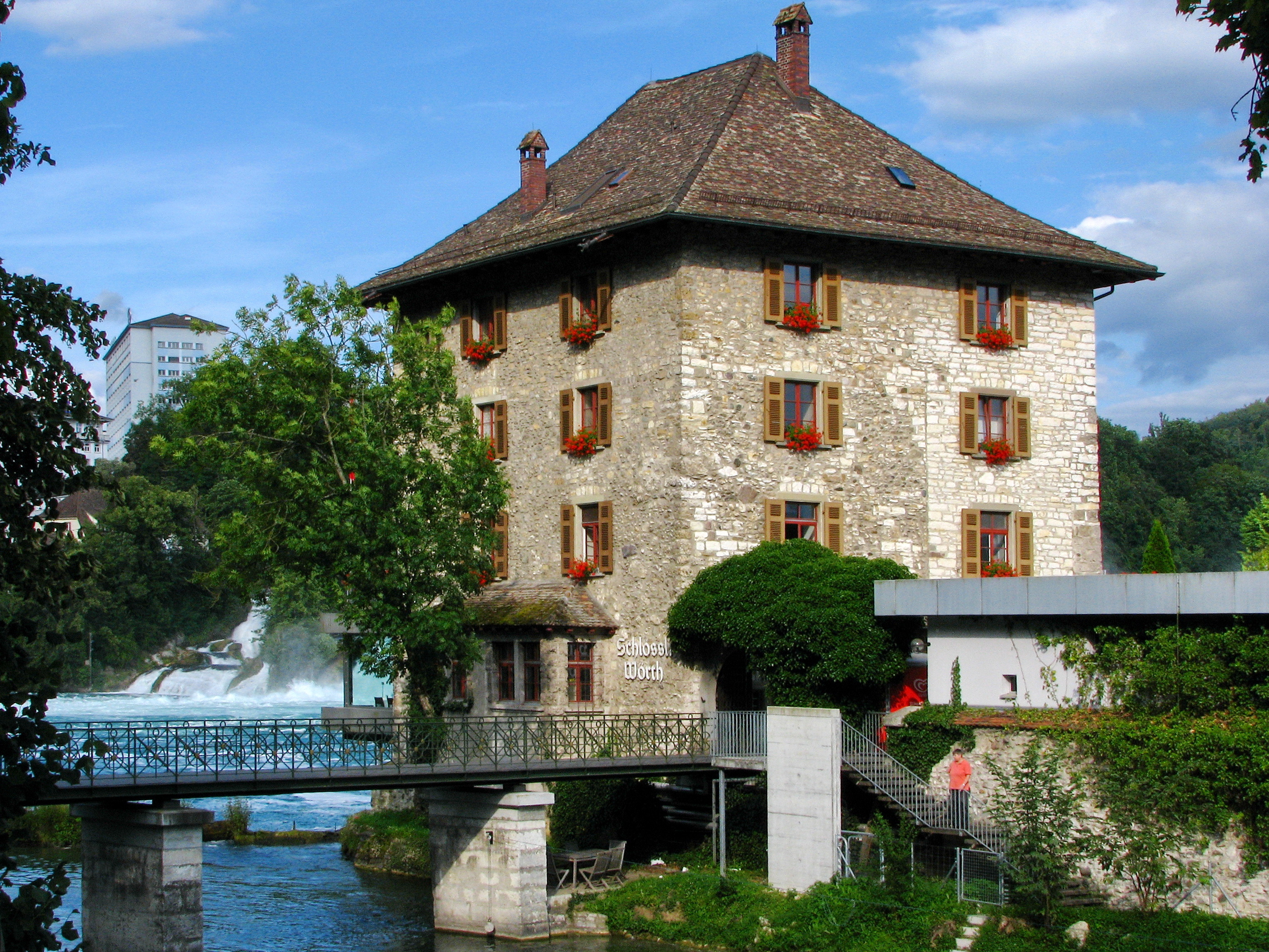